# IRIS-T
IRIS-T (англ. Infra Red Imaging System Tail/Thrust Vector-Controlled) — ракета малой и средней дальности, оснащённая охлаждаемой инфракрасной головкой самонаведения, выпускаемая в обеих модификациях «воздух-воздух» и «земля-воздух».
Ракета была разработана в конце 1990-х — начале 2000-х годов в рамках возглавляемой Германией программы по разработке инфракрасной самонаводящейся ракеты класса «воздух-воздух» малой и средней дальности для замены AIM-9 Sidewinder, используемой в то время некоторыми странами-членами НАТО. Цель программы заключалась в том, чтобы любой самолёт, способный запускать Sidewinder, также мог запускать IRIS-T. Модификация «воздух-воздух» была принята на вооружение в 2005 году.
Модификации ракеты «земля-воздух» появились позже: система малой дальности IRIS-T SLS поступила на вооружение в 2015 году, а система средней дальности IRIS-T SLM — в 2022 году. Одна батарея IRIS-T SLM, поставляемая Германией Украине, состоит из трех пусковых установок на грузовиках, несущих по восемь ракет (с дальностью стрельбы 40 км или 25 миль), и отдельной командной машины, которая может быть расположена на расстоянии до 20 км. Командная машина объединяет несколько источников радиолокационного излучения и способна одновременно запускать и отслеживать все 24 ракеты. IRIS-T SLM может противостоять ракетам класса «воздух-земля» и крылатым ракетам, включая низколетящие, скрытные ракеты, такие как «Калибр».

## История

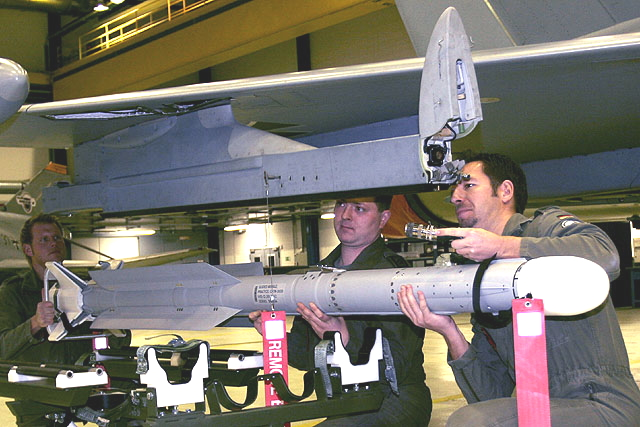
Военнослужащие ВВС Германии устанавливают IRIS-T на Eurofighter

В 1980-х годах страны НАТО подписали соглашения о том, что Соединенные Штаты разработают ракету средней дальности «воздух-воздух» для замены AIM-7 Sparrow. Американская конструкция развивалась как AIM-120 AMRAAM, в то время как британо-немецкая конструкция развивалась как AIM-132 ASRAAM.
В конце 1980-х годов министерство обороны ФРГ дало IABG задание изучить вопрос: насколько велик риск сближения двух самолётов на расстояние прямой видимости, при плотном мониторинге воздушного пространства и мощных радиолокационных комплексах. В результате исследования выяснилось, что из-за улучшения технологий малозаметности, большого количества модификаций самолётов и широкого парка самолётов у разных стран, возможности идентификации не дают надежных результатов. Поэтому у лётчиков часто не остаётся выбора, кроме как подлететь на расстояние прямой видимости и самостоятельно идентифицировать самолёт.
На основе исследования ФРГ приняла решение, что концепция AIM-132 ASRAAM устарела, и Германия вышла из проекта уже в июле 1989 года, в то время, как Великобритания решила развивать ASRAAM согласно оригинальным требованиям.
После объединения Германии в 1990 году ФРГ оказалась с большими запасами советских ракет Р-73 (название НАТО: АА-11 «Archer»). Изучив Р-73, Германия пришла к выводу, что она превосходит последние модификации AIM-9 Sidewinder. Р-73 были манёвреннее, имели большую дальность полёта, эффективную систему захвата и могли бороться с целями на углах до 45° от оси полета.
В конце 1990 года американское партнёрство выразило аналогичную озабоченность и приступило к модернизации существующей конструкции Sidewinder, чтобы обеспечить повышенную манёвренность и эффективность IRCCM (infrared counter counter measures), то есть меры по противодействию инфракрасным контрмерам (IRCM). Эта программа получила обозначение AIM-9X.

### Начало создания ракеты
В апреле 1996 года Bodenseewerk Device Technology (BGT), которая в 2004 году объединилась с Diehl Munitionssysteme GmbH & Co. KG, образовав, таким образом, Diehl BGT Defence GmbH & Ko KG, подписала Меморандум о взаимопонимании (MoU) со странами-партнерами после завершения переговоров с Италией, Швецией, Грецией, Канадой и Норвегией. Новая ракета, предназначенная для Eurofighter и Tornado, и должна была заменить AIM-9 Sidewinder. В то время список подрядчиков ещё не был утвержден, но предполагалось, что AlliedSignal Aerospace Canada займётся приводами, а Raufoss — двигателем.
Во втором полугодии 1996 года был подписан контракт, в котором Германия взяла на себя около 50 % затрат на разработку (26,5 млн немецких марок). Разработка должна была начаться в 1997 году, а серийное производство — в 2002 году. К тому времени Diehl уже завершил испытания макета в аэродинамической трубе. Размеры соответствовали размерам Sidewinder, крылья и хвостовое оперение уже соответствовали более поздней серийной версии. Хвостовая часть ракеты была утолщена для размещения исполнительных механизмов руля направления и управления вектором тяги, что, однако, увеличивало воздушное сопротивление.
В августе 1996 года начался этап определения проекта. В октябре были собраны два прототипа, с новым видоискателем и системой навигации от AIM-9 Sidewinder и F-4. В тестах с большими углами атаки обе цели были поражены. В рамках теста производились обстрелы буксируемых мишеней Dornier SK6 (фронтально) с расстояния 5 км с углом до 50° (в момент запуска ракеты). Фаза определения закончилась в апреле 1997 года. AlliedSignal Canada удалось уменьшить заднюю часть управляемого вооружения до среднего диаметра, так что утолщение в задней части не потребовалось. Кроме того, передние кромки крыла были сделаны стреловидными.
В августе 1997 года участники проекта подписали Меморандум о взаимопонимании. В октябре 1997 года ВВС Нидерландов начали испытательные полеты с IRIS-T, для которых Lockheed Martin пришлось частично переписать программное обеспечение F-16. В начале декабря 1997 года Бундестаг дал зелёный свет IRIS-T на замену AIM-9L. Германия теперь играла ключевую роль с 46 % проекта и внесла 500 миллионов немецких марок. Так же участвовали Италия (20 %), Швеция (18 %), Греция (8 %), Канада (4 %) и Норвегия (3 %). Начало разработки было запланировано на 1998 год, поставки — с 2003 года. Ракета должна быть совместима с Sidewinder, иметь те же размеры и пусковые планки, а также оснащаться аналоговым интерфейсом в дополнение к цифровому.
| Страна   | Доля | Подрядчик         | Примечание                                                                                   |
| -------- | ---- | ----------------- | -------------------------------------------------------------------------------------------- |
| Германия | 46 % | Diehl BGT Defence | Основной подрядчик. Ответственная за инфракрасную ГСН.                                       |
| Италия   | 19 % | FiatAvio          | Ведёт часть работ по двигателю.                                                              |
| Швеция   | 18 % | Saab              | Отвечает за блок обработки данных (БЦВМ).                                                    |
| Греция   | 13 % | Pyrkal            | Отвечает за боевую часть.                                                                    |
| Норвегия | 4 %  | Nammo             | Присоединилась к проекту позже. Ведёт часть работ по двигателю.                              |
| Канада   | 4 %  | AlliedSignal      | Присоединилась к проекту позже, покинула проект до его завершения. Отвечала за сопла и рули. |

В середине 2000 года компания BGT начала работы над зенитной ракетой наземного базирования на базе IRIS-T. LFK-NG финансировалось Федеральным управлением оборонных технологий и закупок. Ракета также была разработана для oWiesel 2 Ozelot и может также использоваться в других системах, таких как UHT Tiger, и использоваться в качестве CrewPADS. Испытательные выстрелы наземного запуска IRIS-T проводились в 2000 и 2002 годах на полигоне Сальто-ди-Квирра на Сардинии.

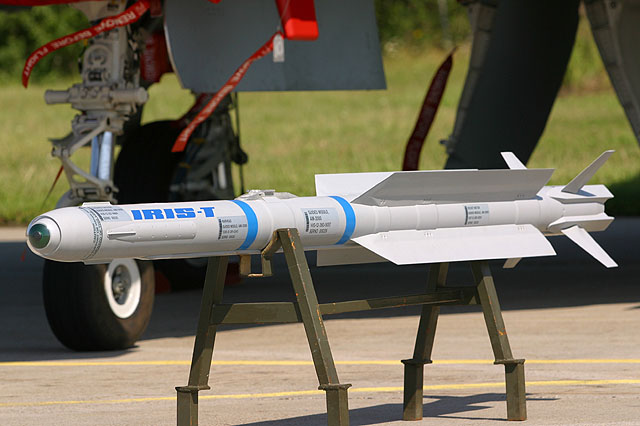
УРВВ IRIS-T

С 17 по 23 октября 2000 года первые IRIS-T были запущены с греческого F-16. Испытывались дозвуковые и сверхзвуковые выходы, а также выстрелы с большими боковыми ускорениями. В ноябре 2000 года, после серий модификаций испытания продолжили ВВС Швеции на полигоне Видсел. В начале 2001 года поступил заказ на интеграцию IRIS-T в Eurofighter и F-16. Германия заплатила 61,4 миллиона евро за интеграцию в немецкие и итальянские истребители Eurofighter, а Греция — «несколько миллионов евро» за семейство F-16. В июле 2001 года закончились тестовые стрельбы IRIS-T для проверки усовершенствованного автопилота, были протестированы максимальный угол атаки и максимальная перегрузка.
В начале 2002 года на полигоне Сальто-ди-Квирра были проведены тестовые стрельбы по беспилотникам Mirach 100/5. F-4F выстрелил фронтально, чтобы проверить перехват целей с небольшой сигнатурой. В апреле-мае были поражены дроны, которые сбрасывали ИК-ловушки во время манёвров с максимальным ускорением. Это также показало, что модификации, направленные против отказа лопастей, были успешными. В результате перераспределения акций на рубеже 2001/2002 года Канада вышла из проекта, уступив место Испании, являющейся страной Eurofighter. Теперь доли проекта составляли 46 % для Германии, 19 % для Италии, 18 % для Швеции, 13 % для Греции и 4 % делились Испанией и Норвегией. В феврале 2003 года Германия приняла решение о закупках, другие страны-партнеры подписали договор в апреле. Общий объём контракта был назван в 1 миллиард евро. Позже Испания решила интегрировать IRIS-T в F / A-18C.
В октябре 2003 года, семью прямыми попаданиями без боеголовки поразили беспилотники Meteor Mirach-100/5. В начале 2004 года начались стрелковые испытания с Eurofighter на DA7. Использование на Eurofighter намечено на 2006 год. В начале 2005 года со странами-партнёрами должен был быть подписан контракт на поставку 4 000 ракет. В целом была нацелена на интеграцию с F-16, Gripen, Tornado и Typhoon. Германия обязалась заказать 1250 ракет, Испания — 700. Теперь также рассматривалась модификация наземного базирования с увеличенным ракетным двигателем, которая должна быть интегрирована в систему MEADS.
5 декабря 2005 года Люфтваффе бундесвера получили первую партию ракет, которые должны стать основной ракетой ближнего боя истребителей ВВС Германии.

## Конструкция
Ракета включает в себя пять модулей:
- электронного оборудования и охлаждения,
- системы наведения,
- боевой части и двигателя с органами управления,
- взрывателя.

В ракете IRIS-T использована инфракрасная головка самонаведения TELL. Головка самонаведения прикрыта прозрачным обтекателем. Хладагенты расположены в пусковом устройстве носителя. IRIS-T имеет неподвижные дестабилизаторы, четыре крыла и рули высоты. Каждый руль оснащён собственным электроприводом.

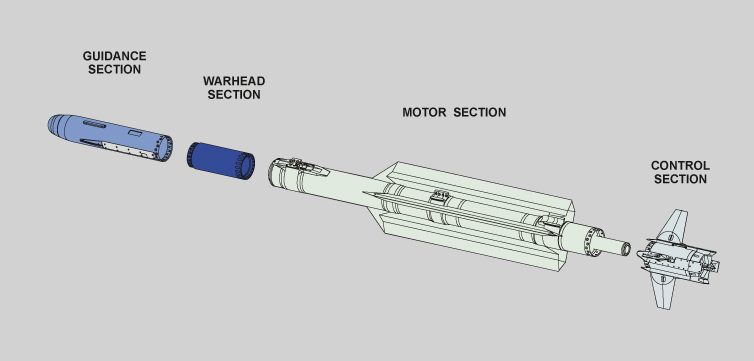
Компоновочная схема IRIS-T, слева-направо: отсек наведения, отсек боевой части, двигательный отсек, отсек органов управления

## Тактико-технические характеристики
- Длина: 2,936 м
- Диаметр: 0,127 м
- Размах крыла: 0,350 м
- Стартовая масса: 87,4 кг
- Дальность пуска: ~25 км
  - в передней полусфере
  - в задней полусфере
- Потолок: до 20 км
- Скорость полёта: до 3 М (1020 м/с или 3672 км/ч)
- Боевая часть: осколочно-фугасная
  - Масса БЧ: 11,4 кг
  - Взрыватель: активный радиолокационный
- Двигательная установка: РДТТ
- Носители: Tornado, F/A-18 Hornet, Eurofighter Typhoon, F-16 Fighting Falcon, Saab JAS 39 Gripen

## Модификации

### IDAS

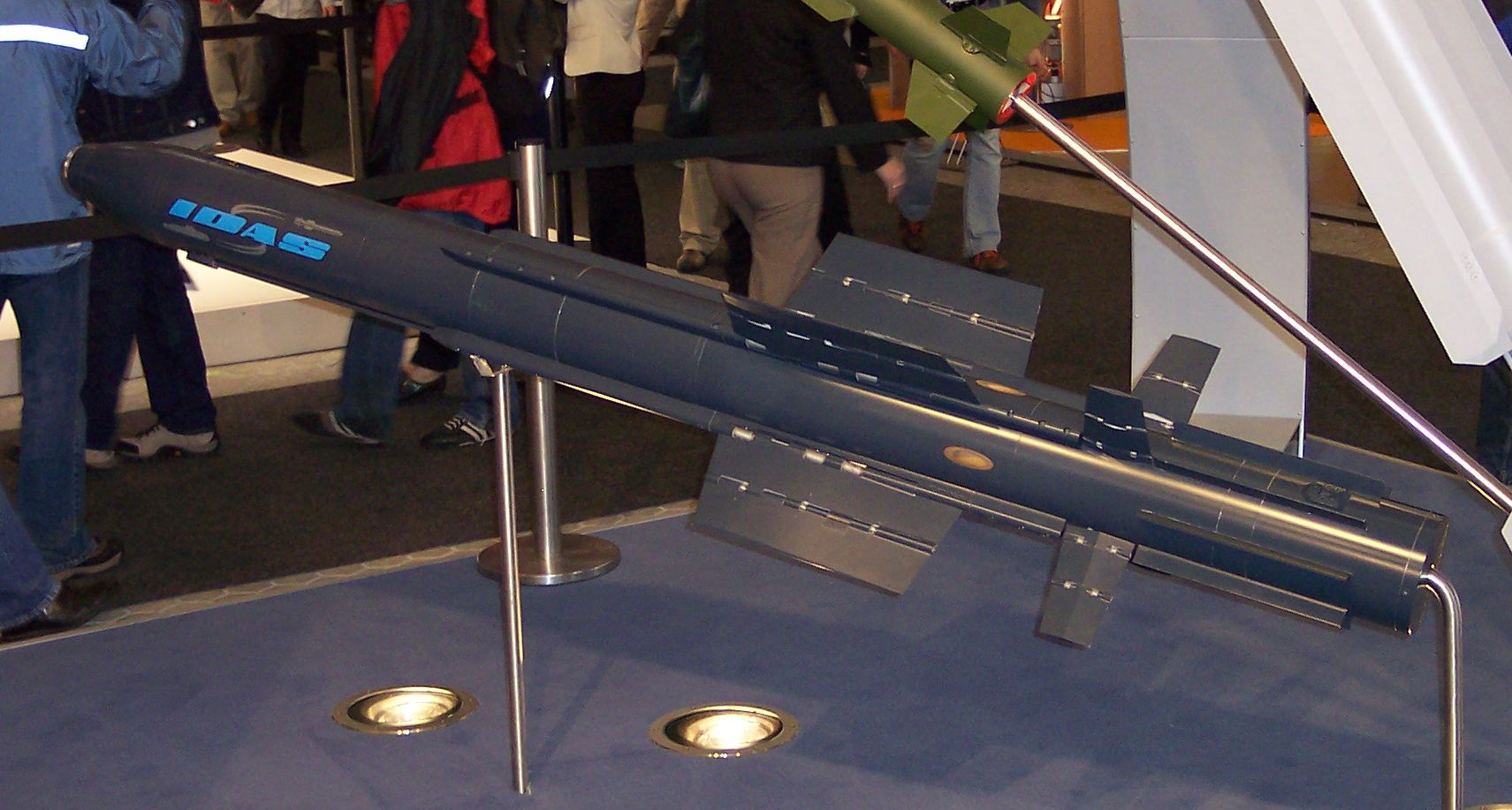
Макет IDAS

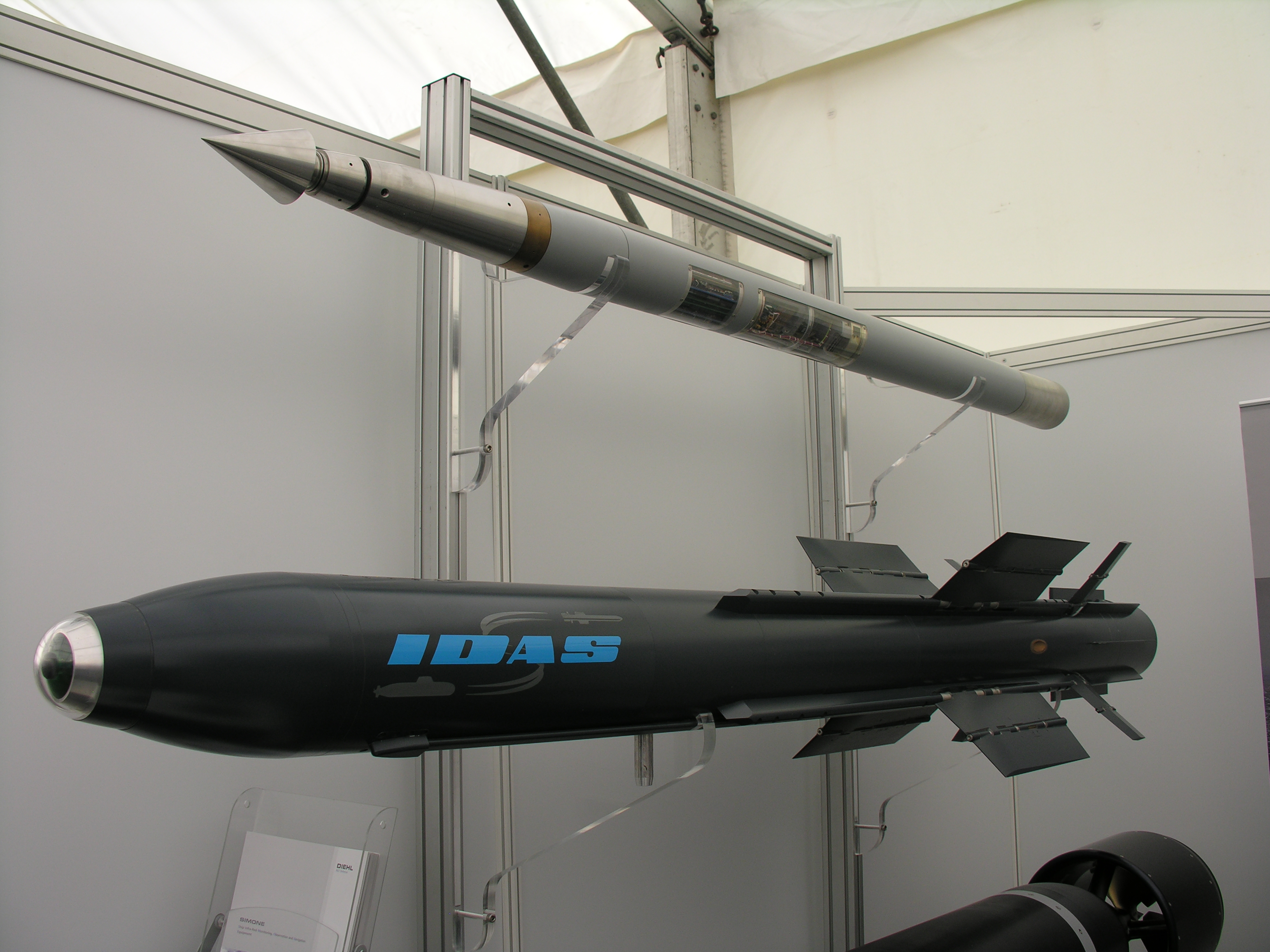
Ракета подводного старта IDAS и подводная ракета Барракуда на выставке TechDemo’08, 2008

IDAS (англ. Interactive Defence and Attack System for Submarines) — морская модификация ракеты, разработанный для вооружения подводных лодок проекта 212А ВМС Германии. IDAS предполагается использовать для обстрела средств воздушного нападения, малых и средних надводных кораблей или целей на прибрежной полосе.
Дальность полета составляет около 20 км. При этом ракета стартует из носовых пусковых аппаратов подводных лодок, некоторое время движется в подводном положении, что предотвращает демаскировку подводной лодки, и после выхода на поверхность летит по воздуху.
Ракета оснащена инфракрасной ГСН.
Длина ракеты — 2,5 м, калибр — 240 мм, диаметр — 180 мм, стартовая масса — 120 кг.

### Земля-воздух
К 2022 году были доступны две модификации: IRIS-T SLS (малая дальность) с дальностью и высотой 12 км и IRIS-T SLM (средняя дальность) с дальностью 40 км и максимальной высотой 20 км. Третья модификация, IRIS-T SLX (большой дальности) с дальностью 80 км и максимальной высотой 30 км, находится в разработке по состоянию на апрель 2022 года. Эксплуатационные испытания IRIS-T SLM были завершены в январе 2022 года.

#### ЗРК IRIS-T SLS
Армия Швеции приняла на вооружение наземную версию ракеты IRIS-T SLS, получившую обозначение Luftvärnsrobotsystem 98 (lvrbs 98), для замены ракетного комплекса RBS 70. Четыре ракеты перевозятся на пусковой установке Eldenhet 98 (elde 98), представляющей собой специальную версию гусеничной бронированной машины Bv 410, с интегрированным в переднюю часть радаром SAAB Giraffe 1X с электронным сканированием.
Армия Норвегии решила приобрести «Мобильную наземную систему противовоздушной обороны» в рамках прямой закупки с Kongsberg Defence & Aerospace. Поставки запланированы на 2023 год и базируются на пусковых установках IRIS-T от Diehl Defence GmbH и радарах от Weibel Scientific A/S. В системе будет повторно использоваться система управления NASAMS и ее сетевые решения для создания «высокомобильной системы ПВО малой дальности». Первоначальная поставка будет включать шесть модифицированных машин M113 с ракетами IRIS-T SLS; дополнительные пусковые установки будут базироваться на ACSV.
IRIS-T SLS может быть интегрирована с различными электрооптическими/инфракрасными (EO/IR) системами наведения и радарами АФАР, такими как Hensoldt TRML-4D, Thales Ground Master 200 MM/C, CEA CEAFAR и SAAB Giraffe 4A. Версия с командно-контрольным пунктом Lockheed-Martin Skykeeper, радаром Giraffe 4A и пусковой установкой Diehl IRIS-T SLS была показана на IDEX 2019 под названием Falcon Ground Based Air Defence.
Египет заказал пусковые установки Diehl IRIS-T SLS, радары Hensoldt TRML-4D и станции управления огнем и стрельбой, оснащенные интегрированным программным обеспечением управления боем Airbus Defence Fortion IBMS, установленные на военных грузовиках MAN 8×8; сделка была одобрена правительством Германии в декабре 2021 года. Дополнительные заказы включают пассивные радары Hensoldt TwInvis, пусковые установки IRIS-T SLS и ракеты дальнего радиуса действия IRIS-T SLX. Пассивные радары могут обнаруживать самолеты противника, анализируя отражения от внешних радио- и телевизионных сигналов, что делает их эффективными в городских районах, где активные радары не справляются.

#### Ракета IRIS-T SL
В рамках дополнения противоракетной программы НАТО MEADS была разработана IRIS-T SL (SL — Surface Launch) - модифицированная версия ракеты IRIS-T для запуска с поверхности. В отличие от обычной ракеты IRIS-T она имеет сбрасываемый головной обтекатель оживального типа и более мощный двигатель большего диаметра(по некоторым данным диаметром 152 мм). Ракета дополнительно оснащена инерциальной навигационной системой с GPS коррекцией и каналом радиосвязи с командным пунктом наведения на среднем этапе полета. На конечном этапе траектории сбрасывается обтекатель и включается ИК-головка самонаведения.

#### ЗРК IRIS-T SLM
На базе ракеты IRIS-T SL разработан зенитный ракетный комплекс средней дальности IRIS-T SLM (Surface Launched Medium Range - дословно средней дальности для запуска с поверхности). Комплекс имеет модульную конструкцию и стандартно в него входит 3-4 пусковых установки, радар, а также пункт управления и связи с возможностью соединения с системой более высокого уровня. Все компоненты комплекса высокомобильны и допускают перевозку транспортным самолетом С-130. Они изготавливаются в виде автономной платформы на стандартизованной раме от 20-футового ISO-контейнера (габариты 6,1х2,44 м) и могут размещаться как стационарно, так и на любом транспортном средстве приспособленном для перевозки 20-футового ISO-контейнера. Между собой компоненты комплекса соединяются либо оптоволоконной линией связи, либо высокозащищенной радиосвязью. Структура комплекса гибкая и допускает любое сочетание составляющих. Одна пусковая установка с радаром и центром управления способна прикрывать зону в 360°.
Пусковая установка (ПУ) имеет в своем составе генератор, компьютер управления стрельбой, средства коммуникации с антеннами связи и восемь транспортно-пусковых контейнеров (два ряда по четыре контейнера). Контейнер с ракетой IRIS-T SL в сборе имеет массу около 240 кг и обеспечивает хранение, транспортировку и пуск ракет. Для обеспечения 360° зоны поражения старт ракет осуществляется вертикально. Пусковая установка является автономной и благодаря возможности удаленного управления не требует присутствия человека при работе. При связи через радиоканал она может находится на удалении до 20 км от командного модуля. Развертывание пусковой установки из походного положения в боевое занимает 10 минут. С ракетой IRIS-T SL максимальная досягаемость комплекса составляет 40 км по дальности и 20 км по высоте. Минимальная дальность пуска составляет менее одного километра.
В качестве радара может использоваться 3D радар 3-го поколения, подобных CEA CEAFAR.
В 2014 году были проведены испытательные пуски из батареи, состоящей из радара CEA CEAFAR, пусковой установки Diehl IRIS-T SL и системы боевого управления Oerlikon Skymaster. Квалификационные испытания IRIS-T SL были завершены в январе 2015 года на полигоне Denel Overberg в Южной Африке.

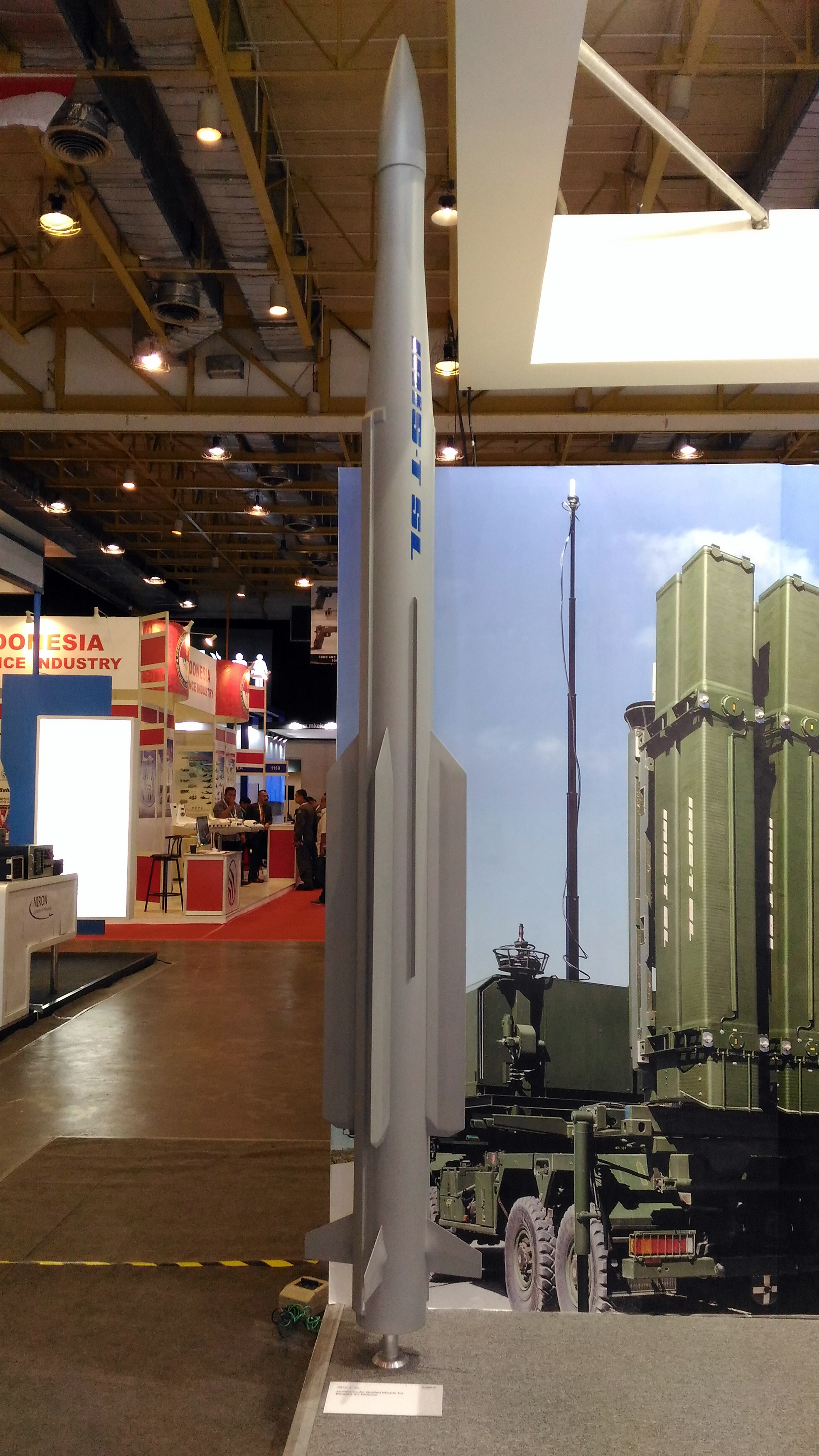
Ракета IRIS-T SL
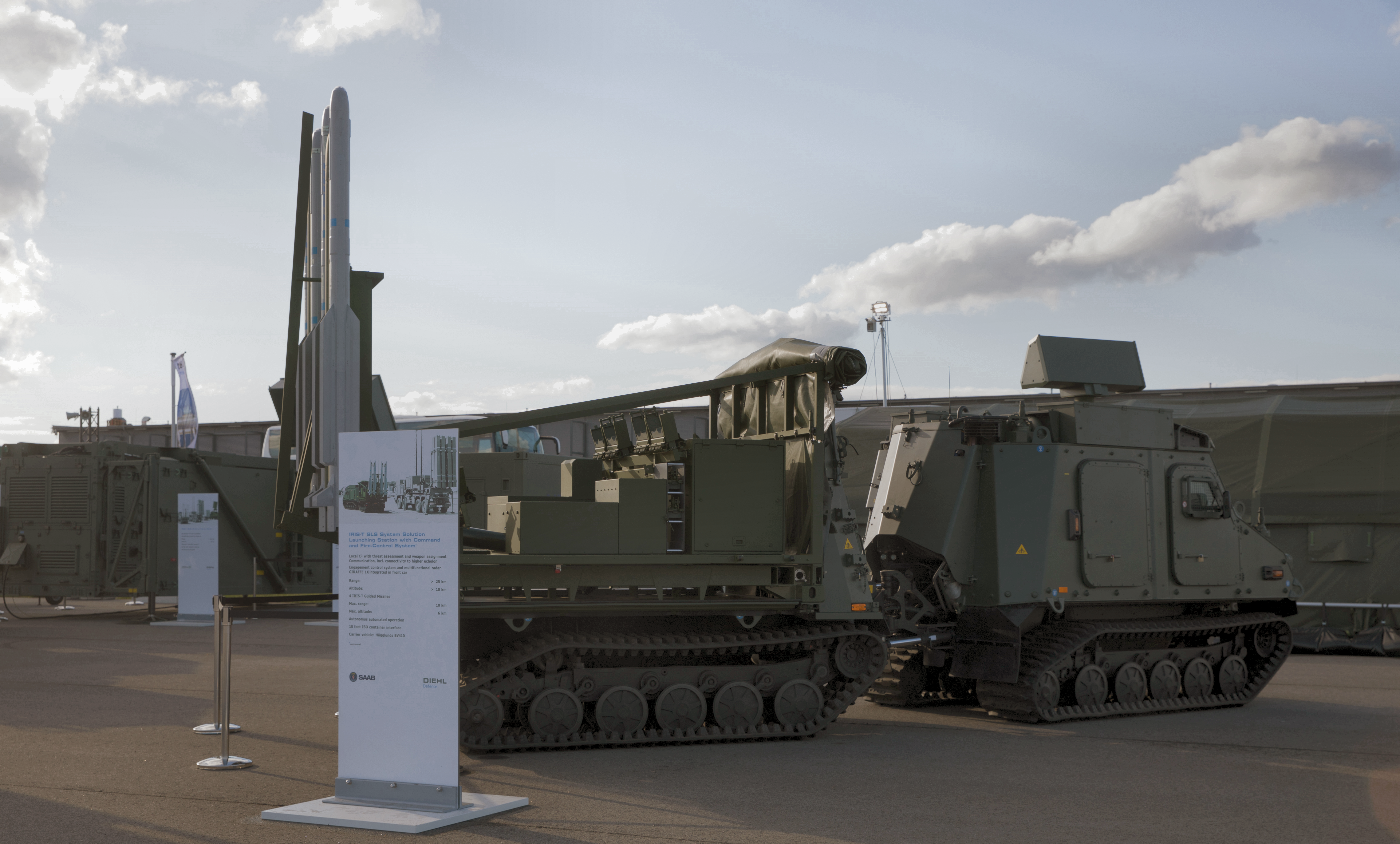
Bv 410 с радаром Giraffe 1X и пусковой установкой Diehl ML-98 IRIS-T SLS
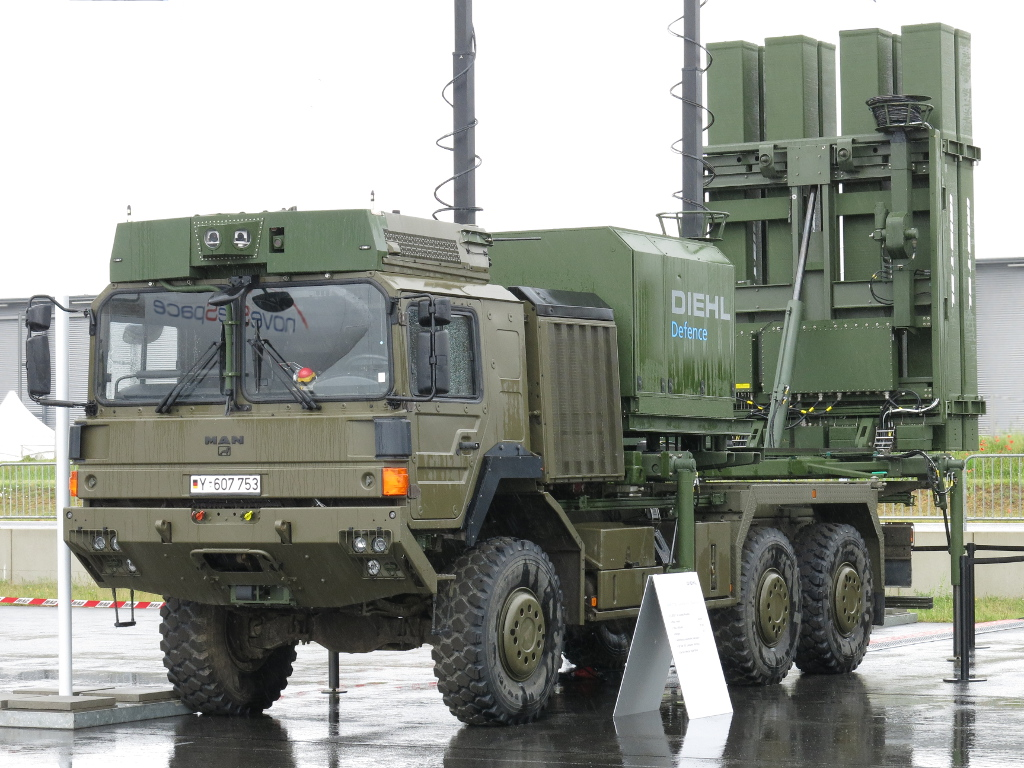
MAN SX44 6x6 7-тонная пусковая установка IRIS-T SL
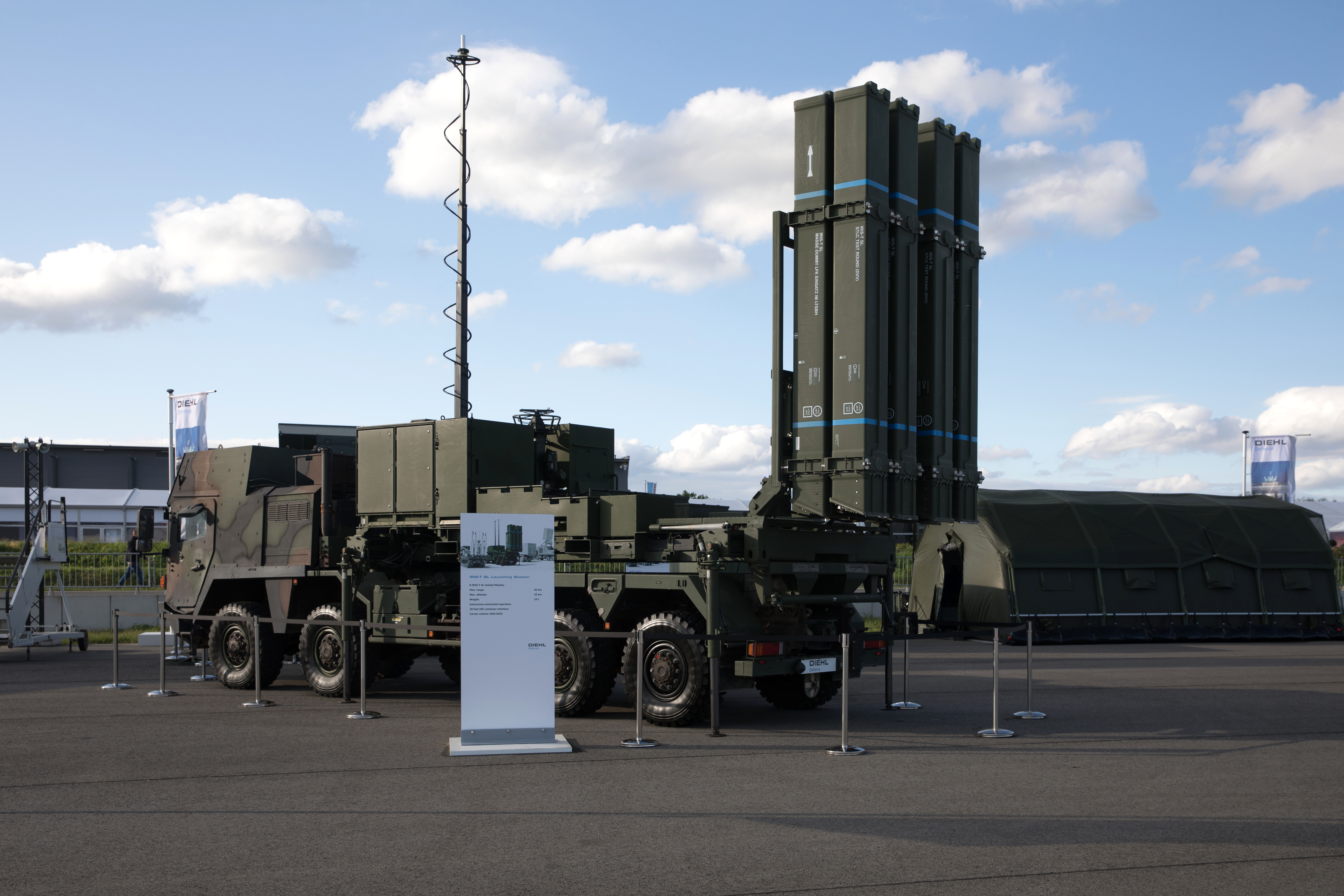
MAN SX45 8x8 10-тонная пусковая установка IRIS-T SLM
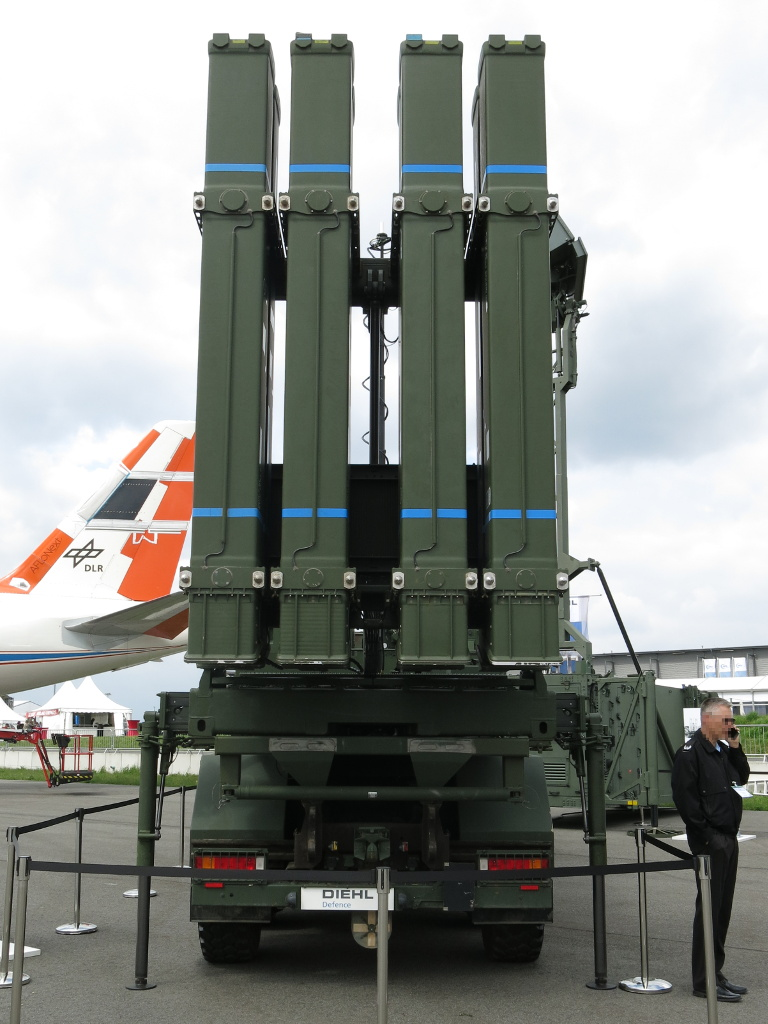
MAN SX45 8x8 10-тонная пусковая установка IRIS-T SLM сзади
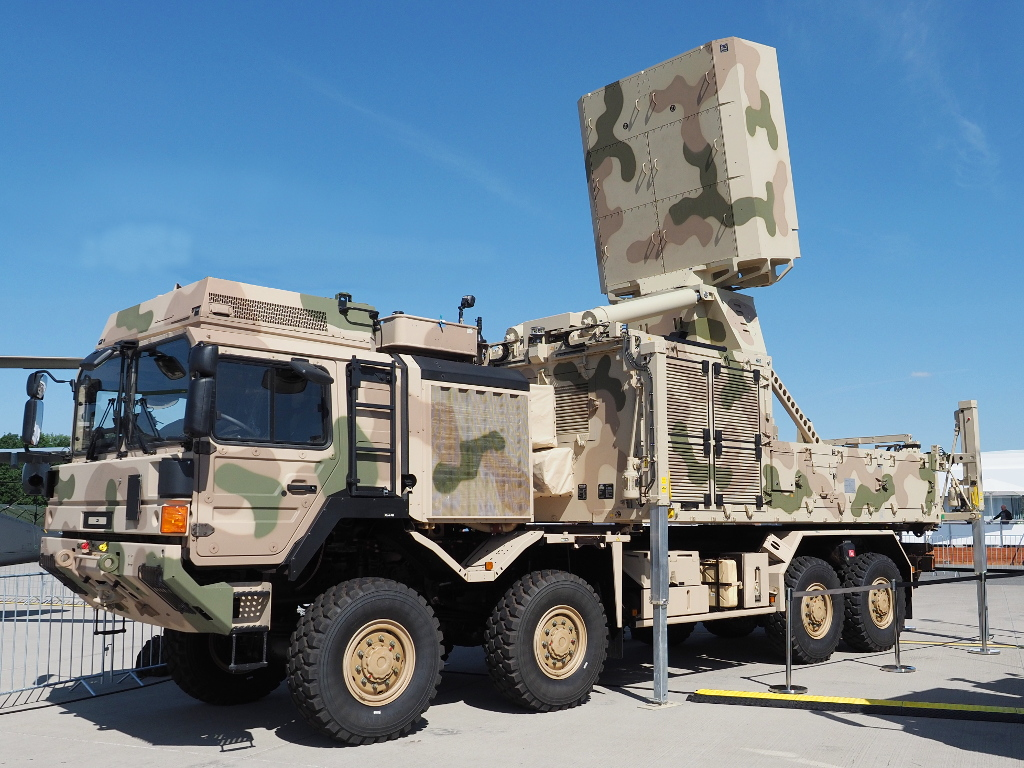
Радар Hensoldt TRML-4D
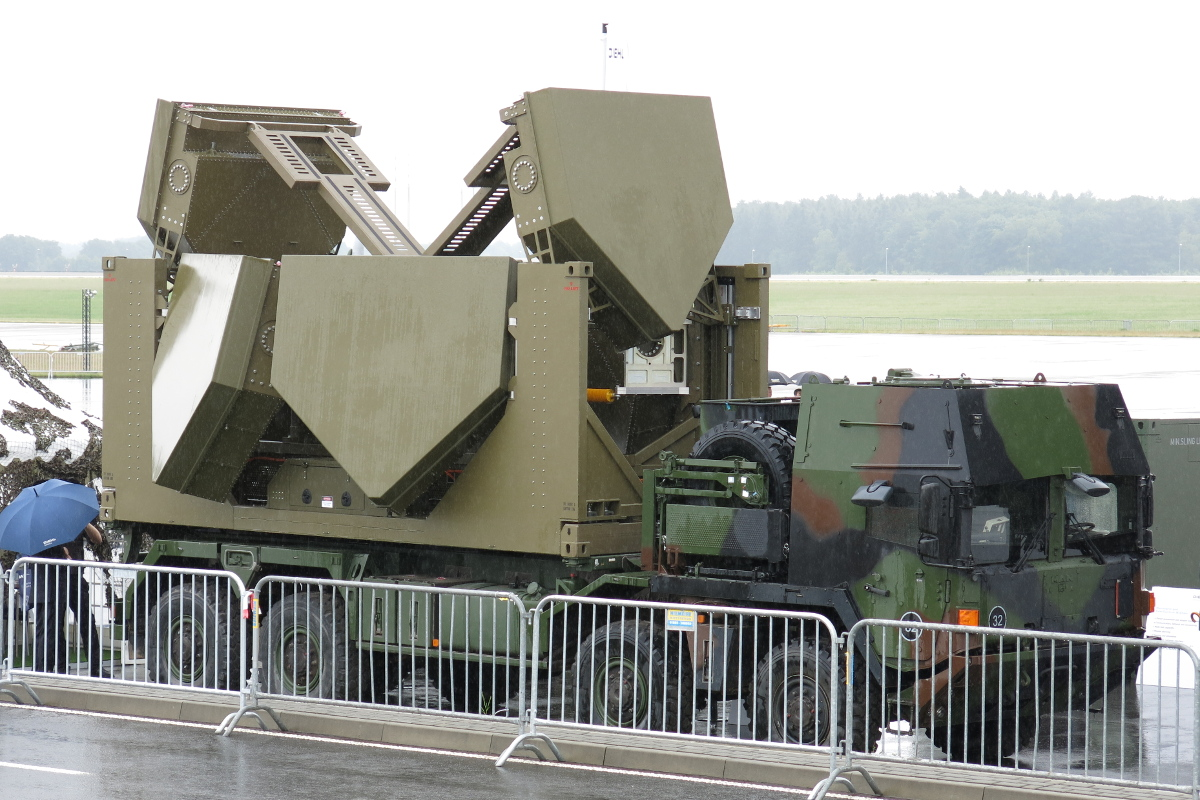
Радар CEA CEAFAR (GBMMR)
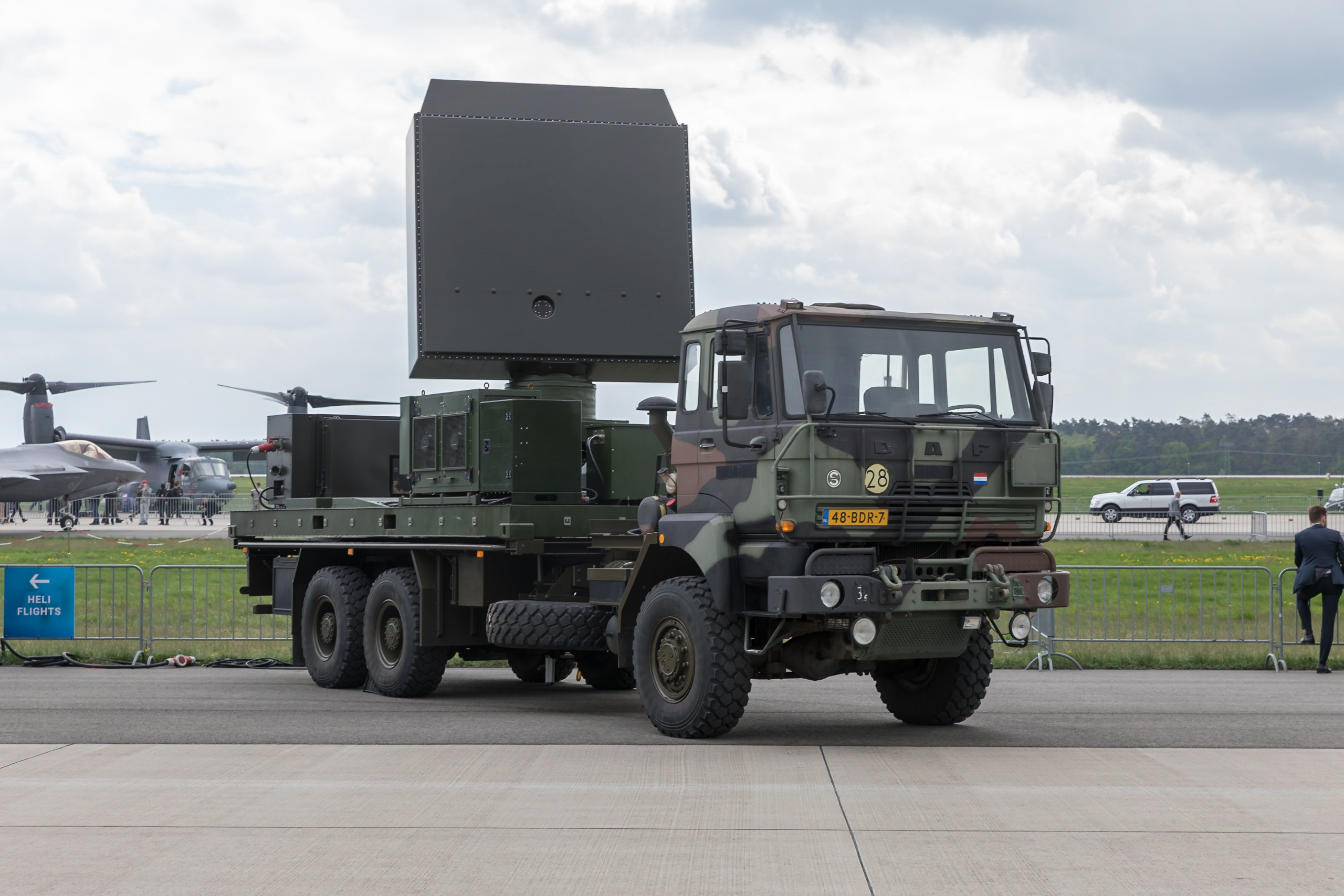
Радар Thales Ground Master 200 MM/C
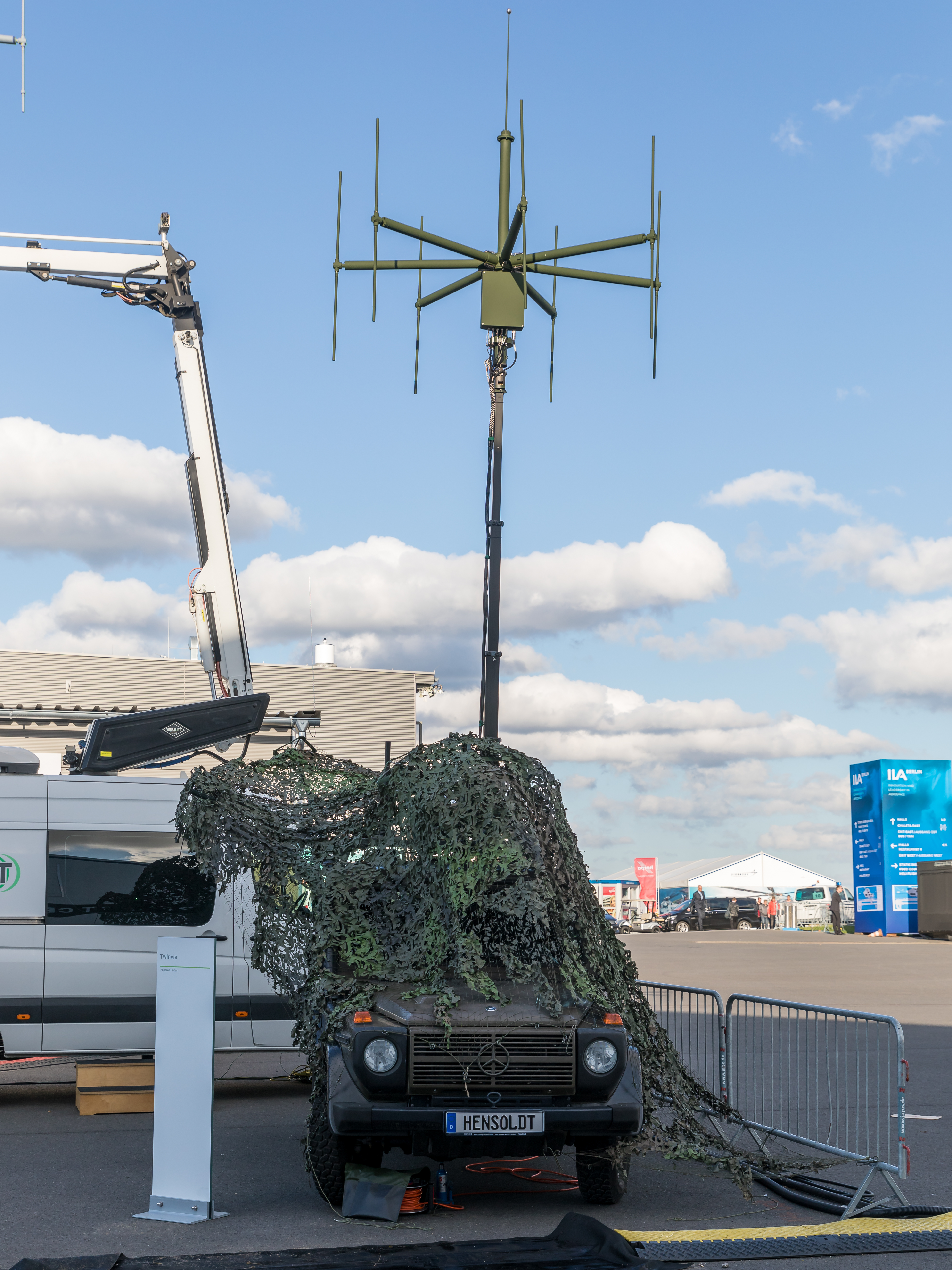
Пассивный радар Hensoldt TwInvis

### Воздух-земля
Для класса «воздух-земля» единственным отличием от версии «воздух-воздух» является обновлённая доработка программного обеспечения, необходимая для обеспечения дополнительной возможности атаки земли. Ракета прошла испытания в Королевских ВВС Норвегии.

## Боевое применение
В СМИ имеются данные о боевом применении  IRIS-T против крылатых ракет Х-101. 19 октября 2022 года украинские источники заявили, что российская ракета была сбита с помощью системы ПВО IRIS-T в Черниговской области, в тридцати километрах от Киева. Фотографии обломков ракеты IRIS-T были распространены в социальных сетях, а президент Украины Владимир Зеленский заявил, что IRIS-T «действительно эффективная система» и «показала себя очень хорошо», не было доказательств того, что немецкая ЗРС IRIS-T сбила именно эту ракету, и некоторые украинские источники заявили, что она была сбита другой системой.
7 июня 2023 года была опубликована видеозапись, в которой один из ключевых компонентов из состава зенитно-ракетного комплекса IRIS-T SLM, новейший радар противовоздушной обороны TRML-4D, был атакован российским барражирующим боеприпасом ZALA Ланцет. По имеющимся данным, радар TRML-4D не был уничтожен, но получил повреждения в результате удара.

## Операторы

Текущие операторы
Будущие операторы

Австрия25 ракет IRIS-T
 БразилияРакеты IRIS-T для новых модификаций Saab JAS 39 Gripen E/F.
 Египет7 наземных систем ПВО IRIS-T SLM, заказанных в 2018 году. Дополнительный заказ на 400 ракет SLM, 6 систем IRIS-T SLS и 10 систем IRIS-T SLX был утвержден в декабре 2021 года.
 Германия1,250
 Греция350 ракет IRIS-T
 Италия444 ракеты IRIS-T стоимостью 217 млн € в период с 2003 по 2015 гг.
 Норвегия150 ракет IRIS-T
 Саудовская Аравия1,400 ракет IRIS-T
 ЮАР25 ракет IRIS-T поставлены в качестве временного вооружения для самолетов Saab JAS 39 Gripen до завершения проекта A-Darter SRAAM.
 Испания770 ракет IRIS-T. Первоначальный бюджет 247 млн €, окончательная стоимость 291 млн €.
 Швеция450 ракет IRIS-T, получивших обозначение Jaktrobotsystem 98 (jrbs 98). 8 наземных комплексов IRIS-T SLS по состоянию на 2024 год.
 ТаиландЗаказано 220 ракет IRIS-T для интеграции в Northrop F-5 F-5T Saab Jas 39 Gripen Gripen C/D и F-16 eMLU.
 Украина12 ПУ IRIS-T SLS и 14 ПУ IRIS-T SLM по состоянию на 2025 год. Германия обязалась поставить Украине наземные системы ПВО IRIS-T SL. В свете ракетных ударов по Украине 10 октября 2022 года министр обороны Германии Кристина Ламбрехт опубликовала заявление, в котором говорится, что Германия отправит первую из четырех установленных на транспортных средствах IRIS-T SLM в Украину «в ближайшие дни»; первоначальная дата поставки была намечена на конец года. Первая система, из четырех обещанных, была поставлена 11 октября, как сообщил источник в министерстве обороны Германии. Системы, первоначально предназначенные для Египта, были перенаправлены в Украину, чтобы ускорить доставку.. 4 установки намечены к поставке в Украину по результатам встречи Зеленского и Шольца в мае 2023 года.

### Будущие операторы
ВенгрияВ декабре 2021 года была заказана интеграция IRIS-T для венгерской программы модернизации Saab JAS 39 Gripen MS20 Block II.
 Республика КореяВ 2018 году был получен заказ на интеграцию IRIS-T для программы истребителя KF-X.